# Charles Sylvester
Charles Sylvester (Sheffield, 1774 – 1828) è stato un chimico e inventore britannico che si interessò del processo di galvanizzazione, del riscaldamento e dei servizi igienici negli edifici pubblici e dell'attrito nei mezzi ferroviari, tra le varie cose.

## Biografia
Sylvester nacque nel 1774 a Sheffield, che era allora nel Derbyshire. Si sposò nel 1798 con Sarah Dixon nel 1798, tre mesi prima della nascita del loro figlio John; dalla moglie ebbe poi a due altri figli e tre figlie, ma John solamente arrivò all'età adulta.
In questo periodo Sylvester compì esperimenti di galvanizzazione del ferro e dell'acciaio. Il metodo brevettato da lui ed altri due co-inventori aveva per scopo quello di formare una batteria (cella galvanica) utilizzando oggetti e pezzi di zinco galvanizzato, da lasciare poi a bagfno nell'acqua di mare.
Nel 1807 si trasferì a Derby, dove lavorò con William Strutt, che stava costruendo il Derby Royal Infirmary. Sylvester fu determinante nella documentazione di un sistema di riscaldamento innovativo per il nuovo ospedale. Pubblicò le sue idee in “La filosofia dell'economia domestica, come esemplificato nella modalità di riscaldamento, ventilazione, lavaggio, asciugatura, e cucina,. . . nel Derbyshire General Infirmary” che fu edito nel 1819. In ogni caso il libro era dedicato a Strutt e Sylvester fu attento ad attribuire molte delle invenzioni a Strutt ed annotare che i progetti per il riscaldamento installato nel nuovo edificio erano già stati impiegati nelle case di Strutt stesso e dei suoi amici. Sylvester documentò i nuovi modi impiegati per riscaldare l'ospedale che facevano parte del progetto e le caratteristiche igieniche come i servizi igienici autopulentisi e rinfrescati tramite condotti d'aria forzata. I servizi igienici avevano una porta attentamente progettata affinché potesse servire a far circolare aria fresca ogni volta che un degente ne era uscito. Questa azione della porta portava anche al lavaggio automatico del bacino.
Sylvester descrisse le caratteristiche dell'edificio, di cui notevole era essere stato costruito a prova di incendio, alla lavanderia ed il sistema di riscaldamento che permetteva ai pazienti di respirare aria fresca riscaldata, mentre l'aria vecchia era incanalata fino ad un vetro e la cupola di ferro al centro. Sylvester descrisse le innovazioni che Strutt aveva apportato e questo diede ai due uomini un triplice successo: Silvester fu in grado di utilizzare le nuove idee per il riscaldamento degli edifici apprese da Strutt ed applicarle in numerosi altri progetti; ospedale venne giudicato come il migliore nel campo dell'architettura dell'epoca e molti architetti europei vennero in visita per studiarne le caratteristiche; Strutt fu proposto come membro della Royal Society da cinque illustri soci, tra cui Marc Isambard Brunel e James Watt e ne divenne membro nel 1817.
A Sylvester fu commissionato dal Presidente della “Liverpool e Manchester Railway” uno studio sul tema della ferrovia: egli produsse una relazione tecnica inerenti alle strade ferrate e alle locomotive dove includeva un paragone tra i canali navigabili e le ferrovie. Egli osservò che nelle ferrovie una maggiore potenza poteva offrire una maggiore velocità mentre per quanto riguardava i canali navigabili la potenza necessaria per aumentare la velocità media variava in base al quadrato della velocità.
Sylvester con Strutt fu membro della Derby Philosophical Society di Erasmus Darwin.
Un busto di Sylvester fu modellata da Chantry e una copia di questa opera è oggi nel Derby Museum and Art Gallery.